# تانجی، گامبیا
تانجی (به لاتین: Tanji) یک منطقهٔ مسکونی در گامبیا است که در West Coast Division واقع شده‌است.